# 水团花属
水团花属（学名：Adina）是茜草科下的一个属，为灌木或乔木植物。该属共有约20种，分布于亚洲和非洲的热带和亚热带地区。

## 物种
本属包括以下物种：
- 水团花 Adina pilulifera
- 毛脉水团花 Adina pubicostata
- 细叶水团花 Adina rubella